# Rabi'a
Rabīʿa (in arabo ربيعة‎?) fu il preteso antenato di una delle due principali branche dei cosiddetti Arabi settentrionali, o adnaniti, mentre l'altra era nota come Mudar.
Secondo i genealogisti arabi classici, i principali gruppi che si riferivano ai Rabīʿa erano:
- ʿAbd al-Qays
- 'Anaza
- Bakr b. Wāʾil, che comprendevano le sottostanti tribù
  - Banu Hanifa
  - Banu Shayban
  - Banu Qays ibn Tha'laba
  - Banu Yashkur
- Taghlib b. Wāʾil
- Anaz b. Wāʾil
- al-Namir b. Qāsiṭ

Come il resto degli Arabi adnaniti, si vuole che l'originaria patria dei Rabi`a sia stata la Tihamah, dalla quale poi Rabi`a emigrò verso nord ed est. Gli ʿAbd al-Qays abitavano i territori dell'Arabia orientale (al-Bahrain) ed erano in massima parte sedentari.
I Bakr trovarono nuovi territori nella Mesopotamia.  La maggior parte di loro erano beduini, ma una potente e autonoma sotto-tribù dei Bakr andò a risiedere nella Yamama: i Banu Hanifa.
I Taghlib risiedettero lungo le sponde occidentali dell'Eufrate, e gli al-Namir si dice fossero i loro "clienti" (mawālī).  Gli Anaz abitavano nell'Arabia meridionale e si dice fossero stati decimati dalla peste nel XIII secolo, sebbene una tribù chiamata "Rabīʿa" (oggi nell''Asir si dice ne costituisca la discendenza.
Gli Banu 'Anaza erano divisi i un gruppo sedentarizzato nella Yamama meridionale e in un gruppo beduino più a nord.
Gli ʿAbd al-Qays, i Taghlib, gli al-Namir e alcune sezioni dei Bakr erano stati cristiani in buona parte prima della comparsa dell'Islam. Solo i Taghlib rimasero fedeli al loro credo religioso per un certo periodo, dopo l'affermazione della fede islamica in Arabia. Gli ʿAnaza e i Bakr si dice avessero precedentemente adorato l'idolo che portava il nome di al-Saʿīr (o Suʿayr).

## I Rabīʿa in Egitto e Sudan
Durante il periodo abbaside, numerosi componenti dei Banū Ḥanīfa e i connessi membri di vari clan dei Bakr ibn Wa'il emigrarono dalla al-Yamama nell'Egitto meridionale, dove essi controllarono le locali miniere d'oro del Wadi al-Allaqi, vicino Aswan. In Egitto costoro si facevano chiamare col nome collettivo di "Rabīʿa" e dettero vita a matrimoni misti con le tribù locali, come i Beja. Tra i loro discendenti figura la tribù dei Banu Kanz (anche nota come Kunūz), che presero il loro nome da Kanz al-Dawla dei Banu Hanifa, capo dei Rabīʿa in Egitto durante il periodo fatimide.

## Discendenti
Molti dei discendenti dei Rabīʿa sono, e furono, governanti degli Stati arabi del Golfo Persico.
- Āl Saʿūd, governanti e sovrani dell'Arabia Saudita, discendenti da Rabīʿa bin Rabīʿa bin Nizār bin Maʿadd bin Adnan.
- Āl Ṣabāḥ, governanti del Kuwait, discendenti degli ʿAnaza e del loro clan dei Banu Utba b. Rabīʿa b. Nizār b. Maʿadd b. Adnan.
- Āl Khalīfa, governanti del Bahrain, discendenti degli ʿAnaza e del loro clan dei Banu Utba b.  Rabīʿa b. Nizār bin Maʿadd b. Adnan.
- Al Ghardaqa, governanti dell'Emirato Uyunide, dei Banu 'Abd al-Qays, dei Weill b. Rabīʿa b. Adnan.
- Āl Nahayān, governanti di Abu Dhabi, della famiglia Āl Falaḥī dei Banu Yas, appartenente ai Banu 'Abd al-Qays dei Weill b. Rabīʿa b. Adnan.
- Al Maktum, governanti di Dubai, della famiglia Falaḥī dei Banu Yas, appartenente ai Banu 'Abd al-Qays dei Weill b. Rabīʿa b. Adnan.